# 喬幼
喬幼，本名王喬幼（1975年9月11日—），台南市玉井區人，台灣台語女歌手，曾為豪記唱片旗下藝人。2007年至2014年先後在電視臺主持購物及歌唱節目，這段期間就已累積了不少的死忠歌迷。因出生在台南玉井，家裡又以種植芒果為業，故有「芒果公主」之稱號。2015年加盟豪記唱片推出首張個人專輯《思念的夢》。接著又於2016年推出了《思念的海岸》、《女人的一生》兩張專輯，逐漸開始走紅，以其渾厚嗓音，帶有演歌風格的獨特唱腔著名。後因合約糾紛遭到豪記唱片無限期冷凍，導致遲遲無法推出新作品。2023年由於版權問題與豪記唱片解約，2024年加入滾石唱片並發布新片專輯 °

## 音樂作品

### 電視臺主持時期
曾發表單曲如：
- 〈燒酒TEMPO〉
- 〈猶原愛你〉
- 〈你的心不是冰〉
- 〈愛你才會心疼〉
- 〈找無你的人〉

### 發片歌手時期
| 專輯 # | 專輯資料                                                                | 曲目 |
| ------ | ----------------------------------------------------------------------- | --- |
| 1st    | 《思念的夢》 [CD+DVD] - 發行日期：2015年2月5日 - 唱片公司：豪記唱片     | 1. 思念的夢 2. 事到如今 3. 山頂的春天 vs陳隨意 4. 鴛鴦溪 5. 幸福的春天 vs陳隨意 6. 愛你的恰恰 7. 感謝您愛過我 vs袁小迪 8. 袂凍無你 vs蔡小虎 9. 今生今世 vs翁立友 10. 證明 vs羅時豐 |
| 2nd    | 《思念的海岸》 [CD+DVD] - 發行日期：2016年2月2日 - 唱片公司：豪記唱片   | 1. 歡喜來逗陣 vs楊哲 2. 思念的海岸（三立 戲說台灣片尾曲） 3. 八掌溪戀歌 4. 麥憨啊 5. 無愛卡快活 6. 山頂的有情人 7. 愛人吶 8. 沉重的腳步 9. 另外 10. 再愛一次 vs羅時豐              |
| 3rd    | 《女人的一生》 [CD+DVD] - 發行日期：2016年12月14日 - 唱片公司：豪記唱片 | 1. 女人的一生（三立甘味人生片頭曲） 2. 再相逢 vs楊哲 3. 寒心 4. 芒果花 5. 真心誤會 6. 命中註定我愛你 7. 傷心淚 8. 愛情代價                                                         |
| 4th    | 《用性命愛我》 [CD+DVD] - 發行日期：2018年1月3日 - 唱片公司：豪記唱片   | 1. 用性命愛我（三立八點檔一家人片頭曲） 2. 堅持愛到底 vs莊振凱 3. 鬥陣 vs莊振凱 4. 心碎愛情戲 5. 後山癡情花 6. 一生所求 7. 才知我的痛 8. 愛你無采工                                |
| 5th    | 《招弟》 [CD+DVD] - 發行日期：2018年12月11日 - 唱片公司：豪記唱片       | 1. 招弟（三立八點檔金家好媳婦片頭曲） 2. 無人比我卡堅強 3. 拜託月娘 vs鄔兆邦 4. 愛情的酒 5. 愛甲這無辜 6. 愛情纏 7. 思慕的酒 8. 風雨攪相思                                         |
| 6th    | 《英台》 [CD+DVD] - 發行日期：2019年11月26日 - 唱片公司：豪記唱片       | 1. 英台 2. 緣份薄是咱的命 vs莊振凱 3. 軟土深掘 vs楊哲 4. 堅強是我的名 5. 思戀愛河邊 6. 愛像鑽石 7. 暗戀伊 8. 收袂返去的愛                                                          |
| 7th    | 《幼見‧芒果花》 - 發行日期：2024年12月27日 - 唱片公司：滾石唱片         | 1. 情海無岸 2. 芒果花 3. 做恁的倚靠（三立戲說台灣片頭曲） 4. 飲醉的酒 5. 幸福滿滿 6. 一帆風順 7. 戀情夢 8. 越來越好 9. 感謝有恁作伴 10. 幸福的鎖匙                                 |

## 影視作品
- 民視台灣奇案四湖箔仔寮-拼莊 飾 王秀雲

## 新聞報導
- 從電視購物轉戰歌壇 喬幼圓夢發片（页面存档备份，存于）
- 南台灣購物專家合體！「20年天王天后」同台唱情歌（页面存档备份，存于）
- 南部購物天后轉戰歌壇 粉絲竟送鑽石項鍊（页面存档备份，存于）
- 新歌《招弟》如人生寫照 喬幼肩負家族重任（页面存档备份，存于）
- 連四年緊貼財神爺 購物天后難忘費玉清來電打氣（页面存档备份，存于）
- 連喬幼年前遊日圓夢 砸20萬買和服迎好運（页面存档备份，存于）
- （專訪）購物天后喬幼搖身變歌手 心疼外婆、媽媽女人當家 （页面存档备份，存于）
- （專訪）購物天后砸450萬造專屬保母車 超狂內裝大公開 （页面存档备份，存于）
- 南部購物天后母親節砸40萬現金加沙灘車雙禮孝親
- 南台灣天后恐怖車禍 500萬豪車高速撞...安全氣囊炸開（页面存档备份，存于）
- 購物天后驚傳車禍！500萬名車安全氣囊爆開（页面存档备份，存于）
- 南台灣天后喬幼好猛！（页面存档备份，存于）
- 粉絲熱情送禮物　南台灣購物天后喬幼苦惱「東西多到家裡擺不下」（页面存档备份，存于）
- 購物天后投票遭「要3次簽名」 真相曝光糗大了（页面存档备份，存于）
- 廠商送私密處保養品上門！南台灣購物天后驚呆了（页面存档备份，存于）
- 豪記雙姝業配女王 喬幼接私密產品心驚 謝宜君扮無臉男卸妝（页面存档备份，存于）
- 【獨家】女歌手衰被疫情波及　損失350萬元關店止血
- 【疫情衝擊】喬幼2個月賠8百萬
- 喬幼-芒果公主 （页面存档备份，存于）
- 喬幼豪記官方專屬頻道
- 毅啓來歡喜-粉絲團
- 喬幼歌友會

1. ↑  . 自由時報. 2023-11-20  [2024-12-05]. （原始内容存档于2024-12-07）.